# (18634) Champigneulles
(18634) Champigneulles (1998 EQ1) – planetoida z grupy pasa głównego asteroid okrążająca Słońce w ciągu 4,36 lat w średniej odległości 2,67 j.a. Odkryta 2 marca 1998 roku.